# Samsung Galaxy Z Flip
Le Samsung Galaxy Z Flip est un smartphone pliant sous Android produit et vendu par Samsung Electronics. Il fait partie de la série ultra-haut de gamme des Galaxy Z, et est le premier appareil de la marque à pouvoir se plier dans le sens de la longueur, à la manière d'un téléphone à clapet, ce qui permet de le faire rentrer dans de petites poches.
Le smartphone est présenté le 11 février 2020 en même temps que les Samsung Galaxy S20, et le 22 juillet 2020 dans sa version améliorée compatible 5G.

## Genèse
Au début des années 2000, le marché du téléphone mobile connaît une forte croissance au près du grand public. Le téléphone mobile basique de l'époque est commercialisé sous 3 formats de produits (unibloc, slide, clapet).
Bien que la décennie suivante marquera le monde dans l'entrée du smartphone tel qu'on le connaît aujourd'hui, Samsung commença à réfléchir à partir de 2010-2011 sur l'idée d'un téléphone qui serai au format smartphone (le marché était alors en plein essor) et au format de ses anciens téléphones à clapet. 
La recherche et développement dura plus de dix ans, afin de permettre aux bureaux d'études de l'entreprise coréenne de sortir un téléphone doté d'un écran flexible, sans provoquer de dommages au matériel et aux composants électroniques du smartphone.

## Lancement
Une vidéo d'annonce du smartphone est d'abord présentée le 29 octobre 2019 lors de la Samsung Developer Conference. Elle invite les développeurs à mettre à jour leurs applications pour les adapter au niveau format d'écran.
Le smartphone est alors sujet à de nombreuses rumeurs et fuites. Le smartphone est présenté le 11 février 2020, lors de la conférence annuelle dédiée aux nouveaux Galaxy S.
Le Samsung Galaxy Z Flip est mis en vente à partir du 14 février 2020 au prix de 1509 €.
Le 22 juillet 2020, Samsung présente une version améliorée du smartphone, avec un processeur Snapdragon 865+ et une compatibilité 5G. Il est disponible à partir du 7 août en France pour 1559 €.

## Réception
Le Galaxy Z Flip est globalement très bien reçu par la presse, impressionnée par l'innovation proposée par Samsung.
Le test du site The Guardian conclut que le smartphone est « l'un des plus intéressants et excitants qui existent ».

## Caractéristiques

### Écran
Le Samsung Galaxy Z Flip dispose de deux écrans.
L'écran interne de 6,7 pouces est une dalle OLED en plastique flexible de 1080 x 2636 pixels. Elle est recouverte d'une fine couche de verre (technologie UTG), afin de le rendre plus résistant aux rayures.
Sur la face arrière, un écran de 1,1 pouce et 112 x 300 pixels affiche les notifications une fois le smartphone replié.

### Logiciel
Le smartphone utilise Android 10 avec la surcouche Samsung One UI.
De nombreuses optimisations logicielles ont été faites. Le mode flex permet par exemple de modifier l'affichage des applications lorsque le téléphone n'est qu'à moitié ouvert. Il est aussi possible de diviser l'écran en deux pour une utilisation multitâche.
L'écran externe peut afficher les notifications, l'heure, la batterie et permet de répondre aux appels. Il peut aussi afficher le retour d'image lors de la prise d'une photo, afin que le sujet puisse se voir.

### Design

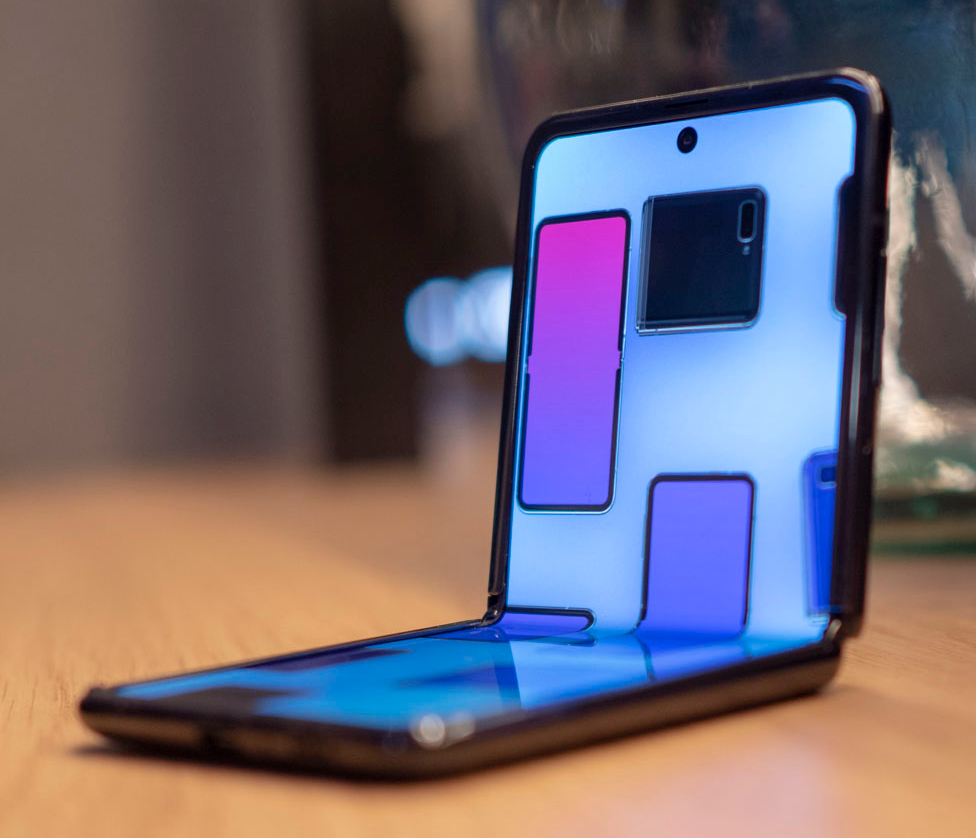
Le Samsung Galaxy Z Flip

Le design du Galaxy Z Flip est similaire aux téléphones à clapet, qui se replient pour rentrer dans de petites poches. Ainsi, le Z Flip est un smartphone qui peut être plié pour être transporté.
D'après plusieurs fuites, Samsung se serait inspiré d'un fond de teint Lancôme pour la forme du smartphone, et aurait initialement prévu de le nommer « Galaxy Bloom ». L'information n'a cependant pas été confirmée officiellement.
Les contours du smartphone sont en Aluminium Série 7000, c'est-à-dire avec un alliage de Zinc. Ce type d'alliage permet une grande résistance aux chocs – il est notamment utilisé dans le pare-chocs des avions.
Le dos du smartphone est protégé par un verre Corning Gorilla Glass 6.

## Problèmes

### Fragilité de l'écran
Après les nombreuses critiques de la première version du Galaxy Fold, Samsung a annoncé avoir renforcé l'écran du Galaxy Z Flip avec une fine couche de verre, pour le rendre plus résistant aux rayures.
Cependant, plusieurs médias affirment qu'aucune amélioration n'est constatée, et que l'écran se perce au niveau 2 de l'échelle de Mohs, soit à la même dureté que le plastique. En réponse, Samsung a expliqué que le verre était sous la couche plastique de l'écran, et protégeait uniquement la dalle OLED.

## Collaborations

### Thom Browne
Samsung s'est associé avec le styliste Thom Browne pour créer une édition spéciale reprenant le design de sa marque. Le coffret inclut aussi la Galaxy Watch Active 2 et les Galaxy Buds+, avec les trois bandes « bleu, blanc, rouge » du styliste. Il est vendu à 2 480 $ aux États-Unis et 2 580 € en France, en édition limitée

## Galerie d'images

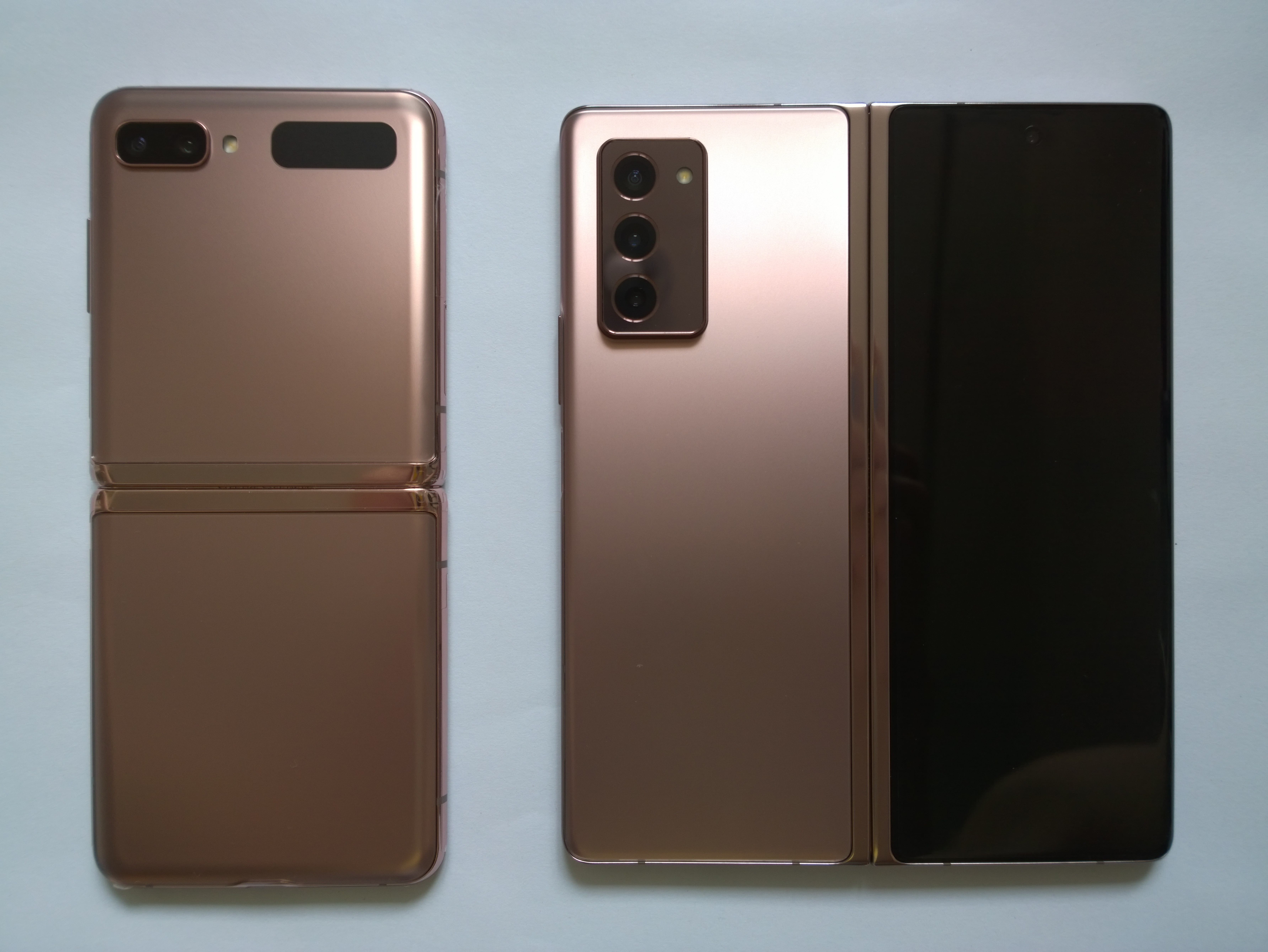
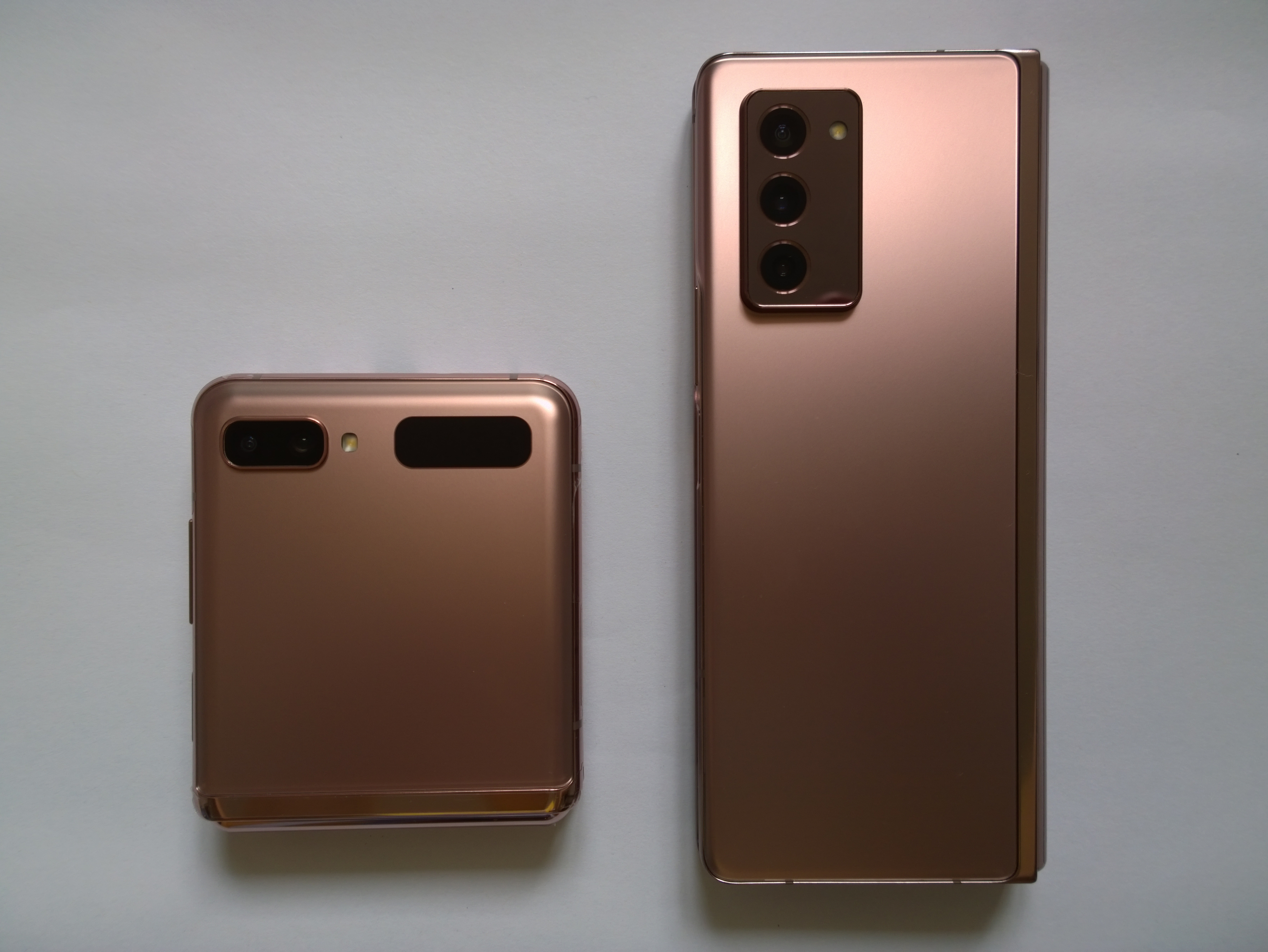
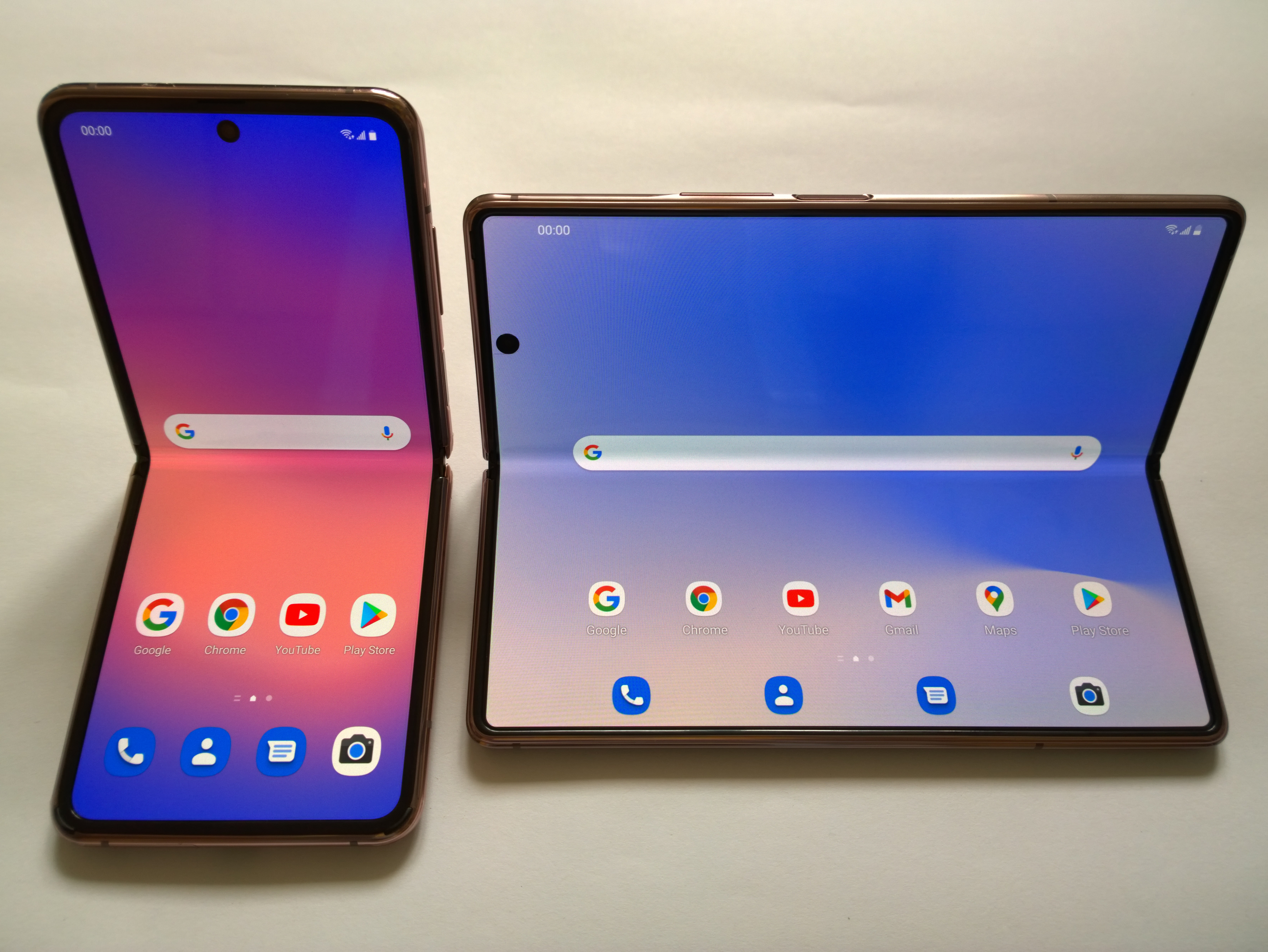
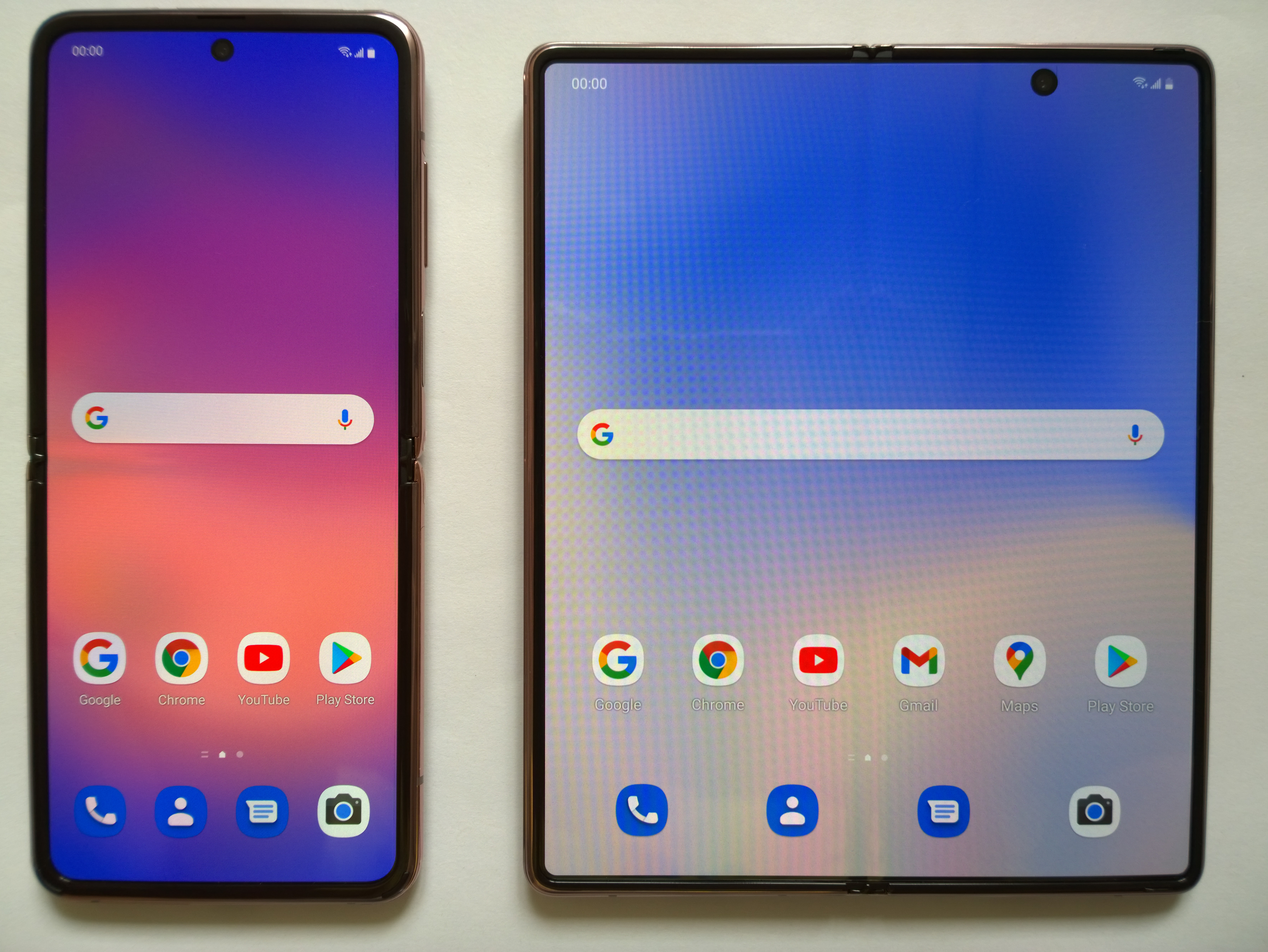